# ذو رواقين

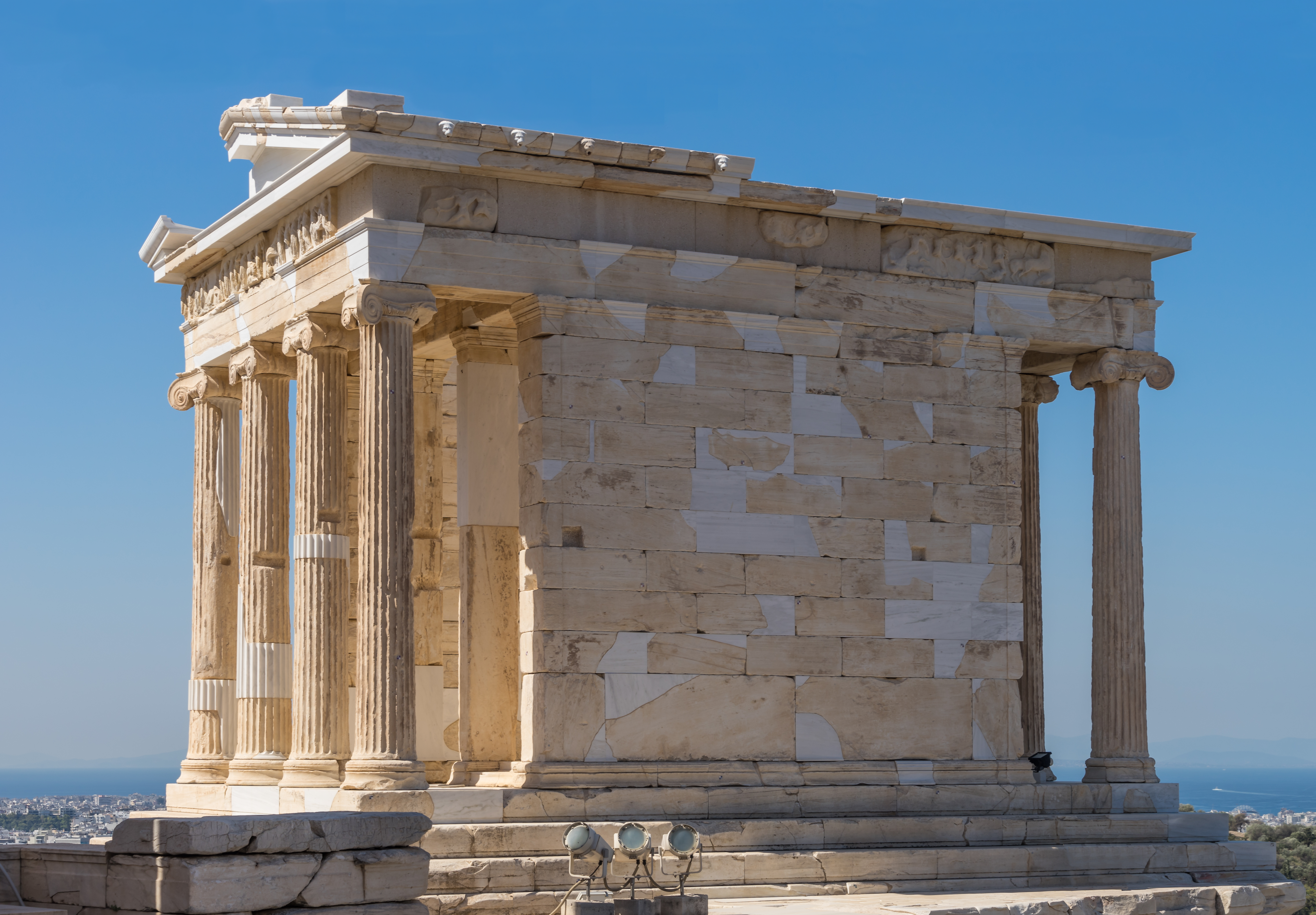
المنظر الشمالي الشرقي لمعبد أثينا نيكة وهو معبد ذو رواقين.

ذو الرِّواقين في العمارة القديمة يشير إلى معبد قديم يوناني به رواق في الأمام و آخر في الخلف ونادرا ما يتجاوز عدد الأعمدة أربعة في الأمام وأربعة في الخلف. المثال الأكثر شهرة هو معبد أثينا نيكة الصغير ذو الطراز الرباعي. ومن الأمثلة الأخرى المعروفة معبد أرتميس خارج أثينا،  ومعبد الأثينيين السداسي في ديلوس.

## الراجع
1. ↑  يوسف خياط (د.ت.)، معجم المصطلحات العلمية والفنية: عربي فرنسي انكليزي لاتيني (بالعربية والإنجليزية والفرنسية واللاتينية)، دار لسان العرب، ص. 286، LCCN:78970350، OCLC:9419197، QID:Q107580089 {{استشهاد}}: تحقق من التاريخ في: |publication-date= (مساعدة)
2. ↑  White 1990، صفحة 50.
3. ↑  "Ναός Αργοτέρας Αρτέμιδος - Welcome". www.artemisagrotera.org. مؤرشف من الأصل في 2024-02-15.
4. ↑  "Delos, Athenian Temple of Apollo (Building)". www.perseus.tufts.edu. مؤرشف من الأصل في 2024-02-15.